# Казахстан и Европейский союз
Отношения между Казахстаном и Европейским союзом― международные отношения между Республикой Казахстан по вопросам общей внешней политики и торговых отношений с Европейским союзом.

## Соглашение о партнёрстве и сотрудничестве
Двусторонние отношения регулируются Соглашением о партнёрстве и сотрудничестве, заключенном в 1994 году. Расширение партнёрства и сотрудничества Казахстана с Европейским союзом и его государствами-членами было ратифицировано в парламенте страны в марте 2016 года. Казахстан также является частью Центральноазиатской программы ЕС для Нового партнерства.

## Совет по сотрудничеству
Совет по сотрудничеству между Казахстаном и Европейским Союзом собирается ежегодно и является органом для проведения двустороннего соглашения о партнерстве и сотрудничестве. Совет по сотрудничеству и представители Казахстана обсуждают многие вопросы, представляющие взаимный интерес: политических, судебные и экономические реформы, принцип верховенства права, развитие торговых и экономических связей, поддержание стабильности в регионе.
В ходе 15-й сессии, состоявшейся 4 октября 2016 года, Совет одобрил соглашение о расширенном партнёрстве и сотрудничестве.

## Торговля
Начиная с 2002 года, ЕС стал крупнейшим торговым партнёром Казахстана, достигнув 40% от всего экспорта в страну. В первую очередь из этого экспорта, по данным 2007 года, 80% составляли поставки нефти и газа. В целом за тот год импорт товаров из Казахстана в ЕС составил 13,35 млрд евро и услуг на 1,52 миллиарда евро. Экспорт ЕС в Казахстан составил €6,04 млрд в товарах и €1,92 млрд в услугах. Половина из $7,3 млрд прямых иностранных инвестиций в Казахстан в 2006 году поступило из стран ЕС. В качестве крупного поставщика энергоресурсов в ЕС, ЕС поддерживает присоединение Казахстана во Всемирную торговую организацию.
ЕС является крупнейшим торговым партнером Казахстана. В 2014 году более половины общего объема внешней торговли Казахстана выпало на ЕС—около $53,4 млрд в 2013 и $28,4 млрд в первой половине 2014 года. Более чем половина валовых прямых иностранных инвестиций в Казахстан, или почти $100 млрд, приходит из стран ЕС.
Казахстан экспортирует в ЕС в основном энергоносители, а ЕС ― машины, транспортное оборудование, а также продукцию химической промышленности.

## Сотрудничество
Соглашение о партнерстве и сотрудничестве (СПС) с Казахстаном стало правовой основой для двусторонних отношений ЕС и Казахстана, вступив в силу в 1999 году. В ноябре 2006 года также был подписан Меморандум о взаимопонимании по сотрудничеству в области энергетики между ЕС и Казахстаном, создав основы для расширения сотрудничества. Казахстан признает усиление экономической и политической интеграции как залог модернизации и развития страны.

### Зелёная экономика
По инициативе экс-президента Казахстана  Нурсултана Назарбаева Концепция по переходу к «зелёной» экономике была разработана и подписана 30 мая 2013 года. В 2015 году Европейский Союз и Казахстан запустили проект по поддержке перехода Казахстана к модели зелёной экономики. Реализация Концепции будет осуществляться в три этапа:
1. 2013–2020 годы – оптимизация использования ресурсов и повышение эффективности природоохранной деятельности, а также создание «зелёной» инфраструктуры;
2. 2020–2030 годы  – рациональное использование природных ресурсов, внедрение возобновляемой энергетики на базе высоких технологий;
3. 2030–2050 годы  – переход национальной экономики на принципы «третьей промышленной революции», в основу которой положено использование природных ресурсов в случае их возобновляемости.

Проект финансируется Европейским Союзом и осуществляется Программой развития Организации Объединенных Наций (ПРООН). 31 октября 2018 года состоялась заключительная конференция проекта «Поддержка Казахстана для перехода к модели зеленой экономики», а также церемония открытия пилотного проекта «Строительство высокотехнологичной теплицы в условиях «холодного» региона Республики Казахстан – город Астана».

## Послы Европейского союза в Казахстане
С 1994 года:
1. Майкл Хамфриз
2. Аурелия Бушез  (2011–2015)
3. Траян Христеа 2015 - ?
4. Кестутис Янкаускас с сентября 2021